# William Bradford (Kolonialgouverneur)

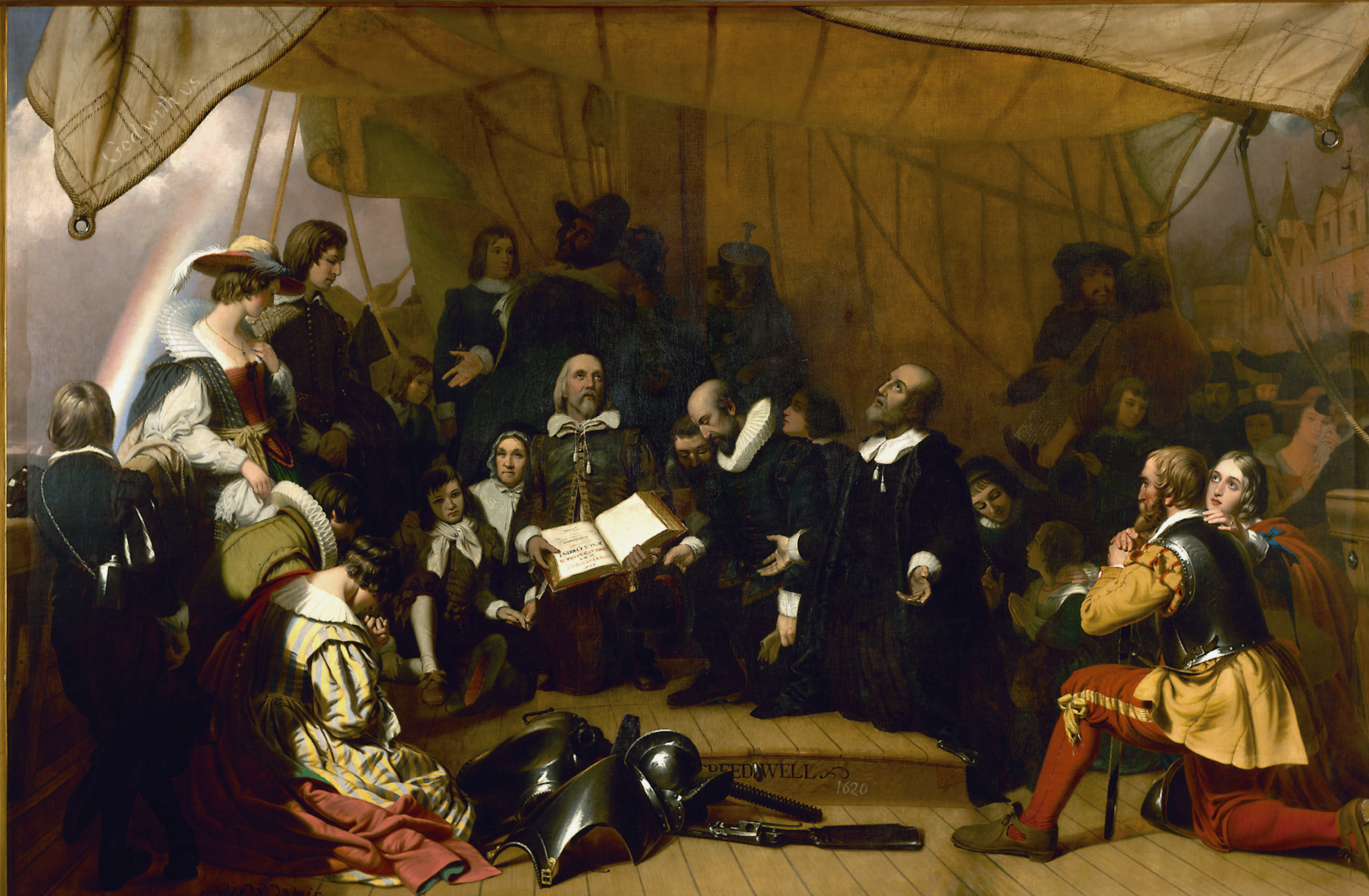
Bradford (2.v.r. im Vordergr.) und weitere „Pilgerväter“ beim Gebet vor der Abreise
Historienfantasie von Robert W. Weir, 1844, in der Rotunde des Kapitols in Washington

William Bradford (* März 1590 in Austerfield, Yorkshire, England; † 9. Mai 1657) war als einer der „Pilgerväter“ einer der ersten Kolonisten in Neuengland, Mitgründer und später Gouverneur der Plymouth Colony.

## Leben
Bradford wurde als Sohn von William Bradford und Alice Hanson Briggs geboren und wurde am 19. März 1590 in der Dorfkirche St. Helena getauft. Mit sieben Jahren wurde er Waise und wuchs bei seinem Großvater und seinen Onkeln in Austerfield, einem ländlichen Dorf in der Nähe von Doncaster in der Grafschaft South Yorkshire, auf. Während seiner Kindheit wurde er von Predigten separatistischer Kongregationalisten beeinflusst, und er entwickelte ein großes Interesse an der Bibel und las sie vollständig, als er längere Zeit krank war. Dies führte dazu, dass er zwischen 1602 und 1606 der separatistischen Kirchengemeinde All Saints in Babworth in Nottinghamshire beitrat, die von Richard Clyfton, John Robinson und William Brewster geleitet wurde. Diese verlagerte sich später in Brewsters Privathaus in Scrooby Manor. Zusammen mit einigen Kirchenmitgliedern wurde er verhaftet und musste 30 Tage im Gefängnis von Boston in Lincolnshire verbringen. Um weiteren Verfolgungen durch die anglikanische Staatskirche zu entgehen, emigrierten etwa hundert Personen dieser Gemeinde 1608 nach Amsterdam und ein Jahr später nach Leiden in die Niederlande. Dort lernte er die Herstellung von Seide und den Textilhandel kennen.
Da die englischen Kongregationalisten sich nicht ganz mit dem niederländischen Calvinismus anfreunden konnten und fürchteten, dass ihre Kinder sich ihnen entfremden würden, unternahm ein Teil der Gemeinde die Überfahrt zuerst an Bord der Speedwell und am 6. September 1620 mit der Mayflower von der englischen Hafenstadt Plymouth aus in die Neue Welt. Bradford war einer der Verfasser und Unterzeichner am 21. November des Mayflower-Vertrags (englisch: Mayflower Compact). Er war Mitbegründer der Plymouth Colony bei Plymouth Rock, wo das Schiff am 20. Dezember definitiv anlegen konnte, das auf dem Boden des heutigen Massachusetts liegt. Nach einem harten Winter mit vielen Toten wählte man ihn im  April des Jahres 1621 als Nachfolger des verstorbenen John Carver zum Gouverneur der Kolonie, was sich dann noch dreißigmal wiederholte, außer in den Jahren, in denen er zu Gunsten von Thomas Prence und Edward Winslow darauf verzichtete.
Kurz nach seiner ersten Amtsübernahme erreichte er in Verhandlungen mit dem Häuptling Massasoit vom Stamm der Wampanoag einen Verzicht auf Landansprüche und einen Friedensvertrag. Dabei spielte der englischsprachige Indianer Squanto eine wesentliche Vermittlerrolle, zudem half er den englischen Neuansiedlern beim Anbau von einheimischen Maissorten. Bradford organisierte im Herbst 1621 auch den ersten Thanksgiving Day in Neuengland, an dem auch Massasoit und 90 Indianer teilnahmen. Er fungierte zudem viermal als Abgeordneter der New England Confederation und war 1652 und 1656 deren Präsident. Er besaß eine Bibliothek mit mehr als hundert Büchern. Bradford blieb bis 1656 tätig und starb am 9. Mai 1657 nach einer längeren Krankheit.
Zusammen mit Edward Winslow verfasste er den Bericht Mourt’s Relation, der 1622 in London erschien. In seinem Werk History of Plimouth Plantation, das von 1630 bis 1650 entstand, schildert er unter anderem das Leben in den neuen Kolonien. Es gilt als ein wichtiges, authentisches und einzigartiges Dokument der frühen englisch-amerikanischen Siedlungsgeschichte. Bradfords Enkel Samuel überließ das Manuskript des Berichts Reverend Thomas Prince, der es 1728 in seine Bibliothek im Kirchturm der Old South Church in Boston aufnahm. Seit 1776 galt das Manuskript in Neuengland als verschollen. Nachdem es 1855 in der Bibliothek des Bischofs von London im Fulham Palace wiederentdeckt wurde, erschien erstmals 1856 ein vollständiges Transkript des Werks. Auf Initiative von Senator George Frisbie Hoar gelangte das Manuskript des Buches 1897 zurück nach Neuengland.

## Familie
Am 10. Dezember 1613 heiratete Bradford in Amsterdam die sechzehnjährige Dorothy May, die zu einer wohlhabenden englischen Familie gehörte, und hatte mit ihr zwei Jahre später einen Sohn namens John. Seine Frau fiel nach Ankunft in Nordamerika im November 1620 vom Deck der Mayflower und ertrank bei Cape Cod im kalten Atlantik. Am 14. August 1623 heiratete er Alice Southworth, geborene Carpenter, eine junge Witwe mit zwei Söhnen, die ebenfalls aus Leiden einwanderte. Sie hatten zusammen drei weitere Kinder: William (* 1624), Mercy (* 1627) und Joseph (* 1630). Von William Bradford und Alice Southworth stammen die bekannten Amerikaner Julia Child, Noah Webster, Clint Eastwood, Christopher Reeve und William Rehnquist ab.